# Haemaphysalis wellingtoni
Haemaphysalis wellingtoni är en fästingart som beskrevs av Thomas Nuttall och Warburton 1908. Haemaphysalis wellingtoni ingår i släktet Haemaphysalis och familjen hårda fästingar. Inga underarter finns listade i Catalogue of Life.